# Udarnyj
Udarnyj – osiedle typu miejskiego w Rosji, w Karaczajo-Czerkiesji. W 2010 roku liczyło 1083 mieszkańców.